# Igor' Paŭlavič Kolb
Igor' Paŭlavič Kolb (in bielorusso Ігар Паўлавіч Колб?; Pinsk, 6 giugno 1977) è un ex ballerino e coreografo bielorusso, étoile del Balletto Mariinskij dal 2003 al 2022.

## Biografia
Dopo aver studiato danza in Bielorussia, nel 1996 si è unito al Balletto Mariinskij, di cui è diventato solista nel 1998 e primo ballerino nel 2003. Nel corso della sua carriera ha danzato anche come étoile ospite in numerosi teatri di alto profilo: nel 2002, per esempio, ha danzato il principe Désiré ne La bella addormentata di Rudol'f Nureev al Teatro dell'Opera di Roma, mentre nel 2006 ha interpretato Siegfried nel Lago dei cigni di Nureev alla Wiener Staatsoper.
Nel corso della sua carriera ha danzato molti dei grandi ruoli maschili del repertorio, tra cui Albrecht nella Giselle di Jean Coralli, Marius Petipa e Jules Perrot, il principe ne Lo schiaccianoci di Vasilij Vajnonen, Désiré ne La bella addormentata di Nureev e Petipa, Ali ne Le Corsaire di Petipa, Apollo nell'Apollon musagète e Diamanti nel Jewels di George Balanchine, Basil nel Don Chisciotte di Petipa e des Grieux ne L'Histoire de Manon di Kenneth MacMillan.
Dal 2015 ha insegnato danza al Conservatorio di San Pietroburgo, mentre dal 2022 è coreografo ufficiale dell'Opera Nazionale di Bielorussia.